# Nuoto ai XIX Giochi del Mediterraneo - 200 metri rana maschili
La gara dei 200 metri rana maschili ai XIX Giochi del Mediterraneo si è svolta il 1º luglio 2022. Al mattino si sono svolte le batterie, mentre la finale si è disputata nel pomeriggio.

## Podio
| Pos. | Atleta                | Nazione |
| ---- | --------------------- | ------- |
|      | Berkay Öğretir        | Turchia |
|      | Antoine Marc          | Francia |
|      | Alex Castejón Ramirez | Spagna  |

## Record
Prima della manifestazione il record del mondo (RM) e il record dei Giochi del Mediterraneo (RG) erano i seguenti.
|  | 2'05"95 | Zac Stubblety-Cook           | 19 maggio 2022 Adelaide (Australia) |
|  | 2'09"69 | Melquíades Álvarez Caraballo | 29 giugno 2009 Pescara              |

Durante la competizione non sono stati migliorati record.

## Risultati

### Batterie
| Pos. | Batteria | Corsia | Atleta                   | Nazionalità        | Tempo       | Note |
| ---- | -------- | ------ | ------------------------ | ------------------ | ----------- | ---- |
| 1    | 3        | 4      | Berkay Öğretir           | Turchia            | 2'12"62     | Q    |
| 2    | 3        | 5      | Alex Castejón Ramirez    | Spagna             | 2'12"73     | Q    |
| 3    | 2        | 5      | Antoine Marc             | Francia            | 2'14"94     | Q    |
| 4    | 1        | 6      | Gabriel Lopes            | Portogallo         | 2'15"24     | Q    |
| 5    | 2        | 4      | Savvas Thomoglou         | Grecia             | 2'15"87     | Q    |
| 6    | 1        | 4      | Alessandro Fusco         | Italia             | 2'16"22     | Q    |
| 7    | 1        | 5      | Thomas Le Pape           | Francia            | 2'16"25     | Q    |
| 8    | 2        | 3      | Giovanni Sorriso         | Italia             | 2'16"58     | Q    |
| 9    | 1        | 2      | Francisco Quintas        | Portogallo         | 2'17"19     |      |
| 10   | 1        | 3      | Ramzi Chouchar           | Algeria            | 2'17"61     |      |
| 11   | 2        | 6      | Moncef Aymen Balamane    | Algeria            | 2'20"03     |      |
| 12   | 3        | 2      | Giacomo Casadei          | San Marino         | 2'20"31     |      |
| 13   | 3        | 3      | Konstantinos Meretsolias | Grecia             | 2'20"38     |      |
| 14   | 2        | 2      | Andrej Stojanovski       | Macedonia del Nord | 2'22"42     |      |
| 15   | 3        | 6      | Kaan Korkmaz             | Turchia            | 2'22"80     |      |
| DNS  | 2        | 7      | Siraj Al-Sharif          | Libia              | Non partito |      |
| DNS  | 3        | 7      | Abdulhay Ashour          | Libia              | Non partito |      |

### Finale
| Pos. | Corsia | Atleta                | Nazionalità | Tempo   | Note |
| ---- | ------ | --------------------- | ----------- | ------- | ---- |
|      | 4      | Berkay Öğretir        | Turchia     | 2'11"26 |      |
|      | 3      | Antoine Marc          | Francia     | 2'12"55 |      |
|      | 5      | Alex Castejón Ramirez | Spagna      | 2'12"60 |      |
| 4    | 2      | Savvas Thomoglou      | Grecia      | 2'13"28 |      |
| 5    | 6      | Gabriel Lopes         | Portogallo  | 2'13"64 |      |
| 6    | 7      | Alessandro Fusco      | Italia      | 2'15"38 |      |
| 7    | 1      | Thomas Le Pape        | Francia     | 2'15"50 |      |
| 8    | 8      | Giovanni Sorriso      | Italia      | 2'15"90 |      |